# Tæger
Tæger (Heteroptera) er en gruppe af næbmundede insekter med cirka 40.000 forskellige arter, hvoraf der findes ca. 500 i Danmark. Blandt lægfolk bruges betegnelsen 'tæge' også ofte om skovflåter, hvilket er ordet "tæges" oprindelige betydning, som dog nu anses for etymologisk ukorrekt, da skovflåter er mider. 
Tæger er kendetegnet ved særlige todelte vinger, der består af en hård del og en blød del. Vingerne er hæftet til kroppen ved den hårde del, og er indrettet således, at den hårde del af vingerne skjuler den bløde del, når vingerne er foldet sammen. Dette giver tæger deres karakteristiske kryds på ryggen. De fleste tæger lever af at suge saft fra planter, men der findes dog arter, der jagter andre insekter.
Tæger udvikler sig igennem seks til otte nymfestadier, før insektet er fuldt udvokset.
Mange tæger er knyttet til vand. Det gælder skøjteløberne, som angriber små insekter, som er blevet fanget i vandhinden. Ligeledes tilhører større insekter som skorpionstæge og rygsvømmer også tægerne. Begge disse insekter er rovdyr, der kan stikke ubehageligt, hvis de bliver truet. Der findes desuden en art, stinktæge, der hvis den føler sig truet udskiller en ildelugtende stank.